# 93. Infanterie-Division (Deutsches Kaiserreich)
Die 93. Infanterie-Division war ein Großverband der Preußischen Armee im Ersten Weltkrieg.

## Geschichte
Die Division wurde am 10. September 1916 an der Ostfront zusammengestellt, wo sie bis zum Abschluss des Friedensvertrages von Brest-Litowsk kämpfte. Anschließend beteiligte sie sich an der Okkupation großrussischen Gebietes und griff auf Seiten der Ukraine in die Kämpfe gegen die Bolschewiki ein. Teile der Division verblieben bis März 1919 in der Ukraine, wurden anschließend in die Heimat zurückgeführt und dort demobilisiert.

### Gefechtskalender

#### 1916
- ab 10. Oktober – Stellungskämpfe an der Beresina, Olschanke und Krewljanka

#### 1917
- bis 30. Juni – Stellungskämpfe an der Beresina, Olschanke und Krewljanka
- 01. Juli bis 17. September – Stellungskämpfe am Serwetsch, Njemen, an der Beresina, Olschanke und Krewljanka
  - 19. bis 27. Juli – Abwehrschlacht Smorgon-Krewo
- 18. September bis 5. Dezember – Stellungskämpfe zwischen Njemen-Beresina-Krewo-Smorgon-Narotsch-Tweretsch
- 06. bis 17. Dezember – Waffenruhe
- ab 17. Dezember – Waffenstillstand

#### 1918
- bis 18. Februar – Waffenstillstand
- 18. Februar bis 3. März – Verfolgungskämpfe durch Weißruthenien
- 03. März bis 21. April – Okkupation großrussischen Gebietes
- 21. April bis 21. Juni – Kämpfe zur Unterstützung der Ukraine
- 22. Juni bis 15. November – Besetzung der Ukraine
- ab 16. November – Räumung der Ukraine

#### 1919
- bis 16. März – Räumung der Ukraine

## Gliederung

### Kriegsgliederung vom 12. Februar 1917
- 215. Infanterie-Brigade
  - Infanterie-Regiment Nr. 342
  - Infanterie-Regiment Nr. 433
  - Infanterie-Regiment Nr. 434

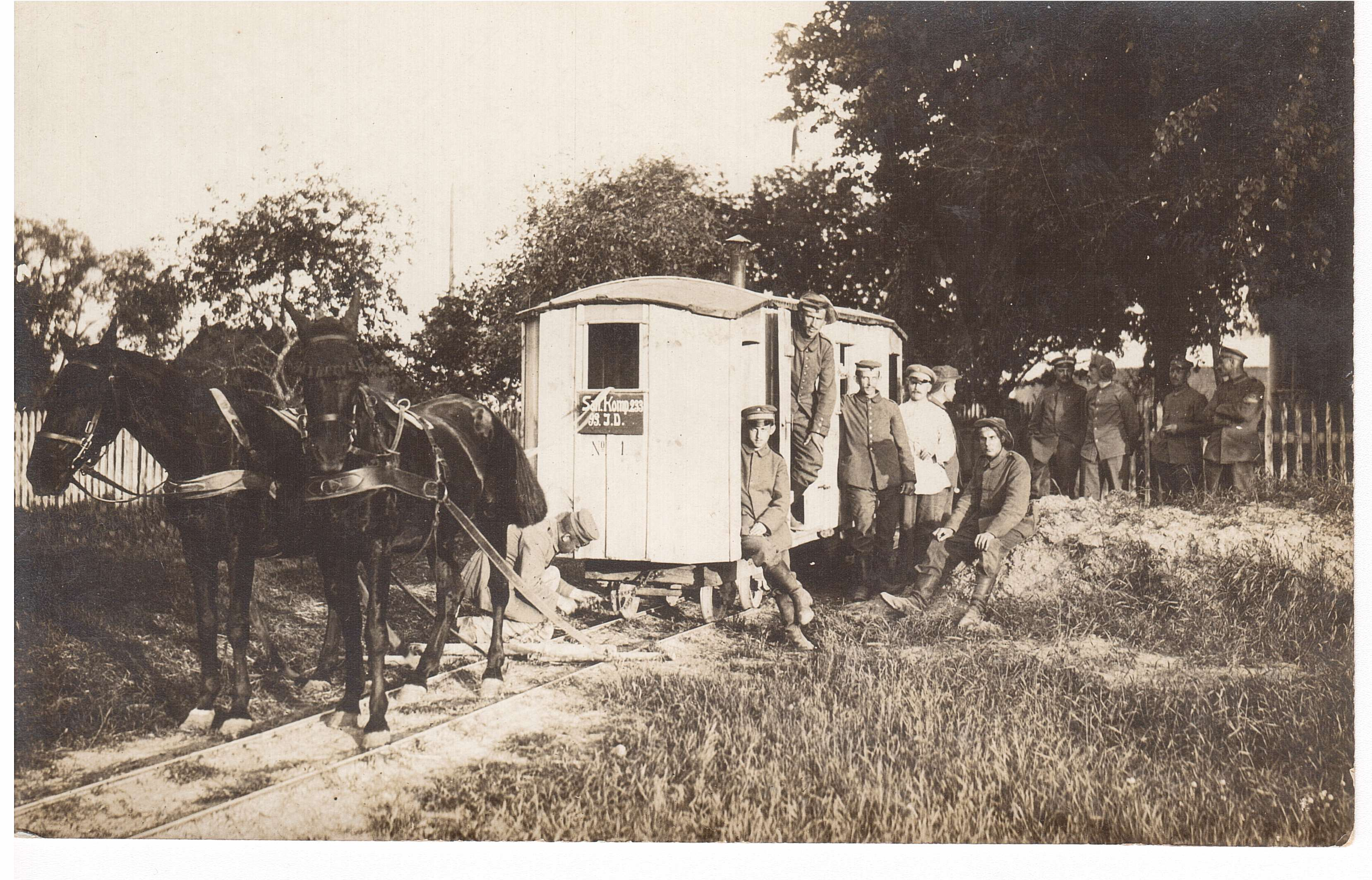
Sanitäts Kompanie 233 in der 93. Infanterie-Division

  - 5. Eskadron/2. Hannoversches Dragoner-Regiment Nr. 16
  - 1. Westpreußisches Feldartillerie-Regiment Nr. 35
- Stab Pionier-Bataillon Nr. 93
  - 1. Landwehr-Pionier-Kompanie/XVII. Armee-Korps
  - 2. Landwehr-Pionier-Kompanie/I. Armee-Korps
  - Scheinwerferzug Nr. 354
  - Schwerer Festungsscheinwerferzug Nr. 51
- Minenwerfer-Kompanie Nr. 93
- Fernsprech-Abteilung Nr. 93

### Kriegsgliederung vom 8. Mai 1918
- 215. Infanterie-Brigade
  - Infanterie-Regiment Nr. 433
  - Infanterie-Regiment Nr. 434
  - 5. Eskadron/2. Hannoversches Dragoner-Regiment Nr. 16
  - Landwehr-Feldartillerie-Regiment Nr. 253
  - 1. Landwehr-Pionier-Kompanie/XVII. Armee-Korps
  - 2. Landwehr-Pionier-Kompanie/I. Armee-Korps
- Minenwerfer-Kompanie Nr. 93
- Divisions-Nachrichten-Kommandeur Nr. 93

## Kommandeure
| Dienstgrad                        | Name                   | Datum                                   |
| --------------------------------- | ---------------------- | --------------------------------------- |
| Generalleutnant                   | Eduard von Adriani     | 10. September bis 19. November 1916     |
| Würt. General der Infanterie z.D. | Rudolf von Freudenberg | 20. November 1916 bis 2. September 1918 |
| Generalleutnant                   | Ernst von Reuter       | 03. September 1918 bis April 1919       |